# Antwerpse Republiek

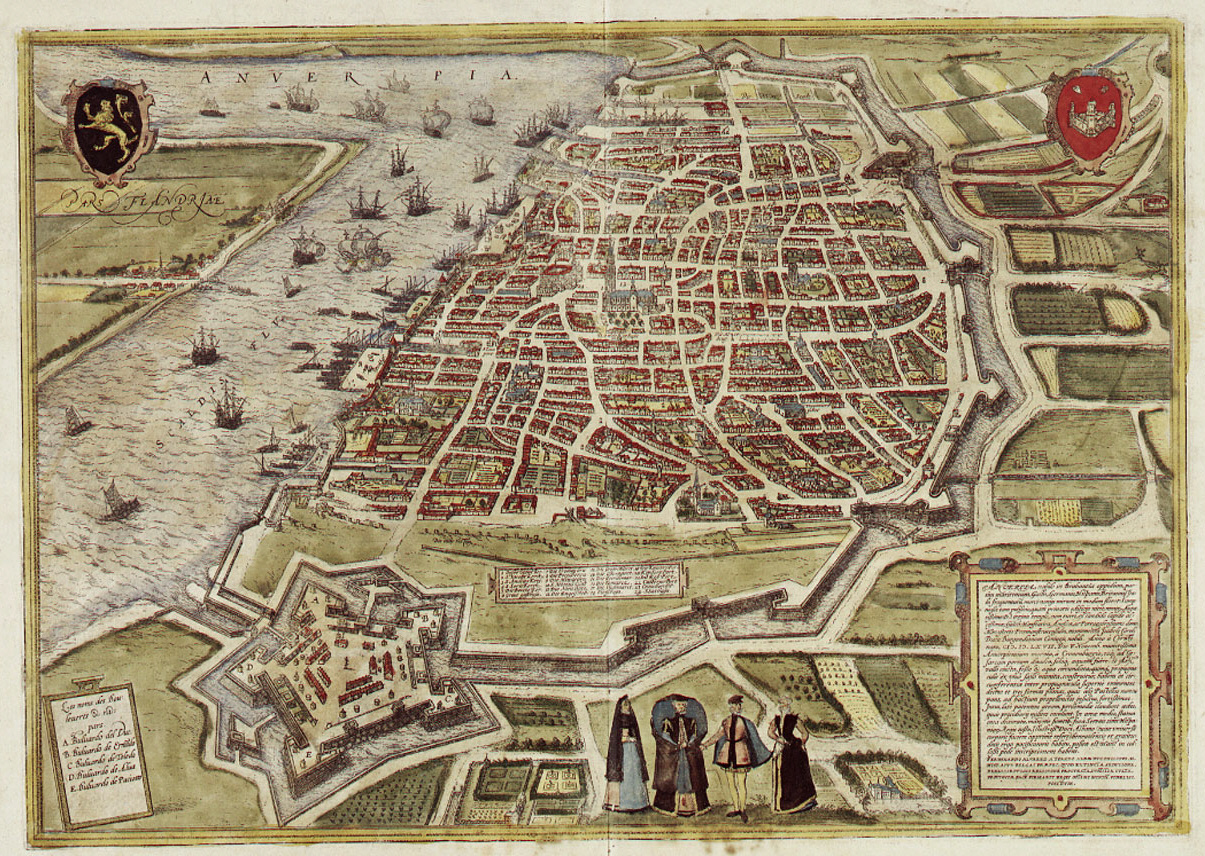
Antwerpen in 1572.

De Antwerpse Republiek was de periode tussen 1577 en 1585, waarin de stad Antwerpen bestuurd werd door calvinistische opstandelingen, en zo deelnam aan de Nederlandse Opstand. De periode van 1577 tot 1585 staat daarom ook bekend als de calvinistische Republiek.

## Voorgaande
In november 1576, tijdens de eerste fase van de Tachtigjarige Oorlog was Antwerpen zwaar getroffen door de Spaanse Furie, een plundering en massamoord door het leger van Filips II van Spanje, die ook hertog van Brabant was. De gebeurtenissen stimuleerden het tot stand komen van de Pacificatie van Gent in de verzamelde Staten-Generaal van de Nederlanden op 8 november 1576, waar men het vertrek van de Spaanse troepen eiste. Op 20 maart 1577 wordt het Spaanse garnizoen in de citadel van Antwerpen vervangen door Duitse en Waalse soldaten, die in augustus 1577 ook moeten vertrekken; zij werden vervangen door Antwerpse kolveniers en schutters. Vanaf dat ogenblik is de stad in Staatse handen. Uiteindelijk stelden de Staatsen op 22 december 1577 een Comité der XVIII aan, naar het voorbeeld van Brussel in augustus en Gent in november, die moesten verzekeren dat de stad aan Staatse zijde zou blijven. Met de vestiging van dit bewind begon de zogeheten calvinistische republiek in Antwerpen.

## De republiek

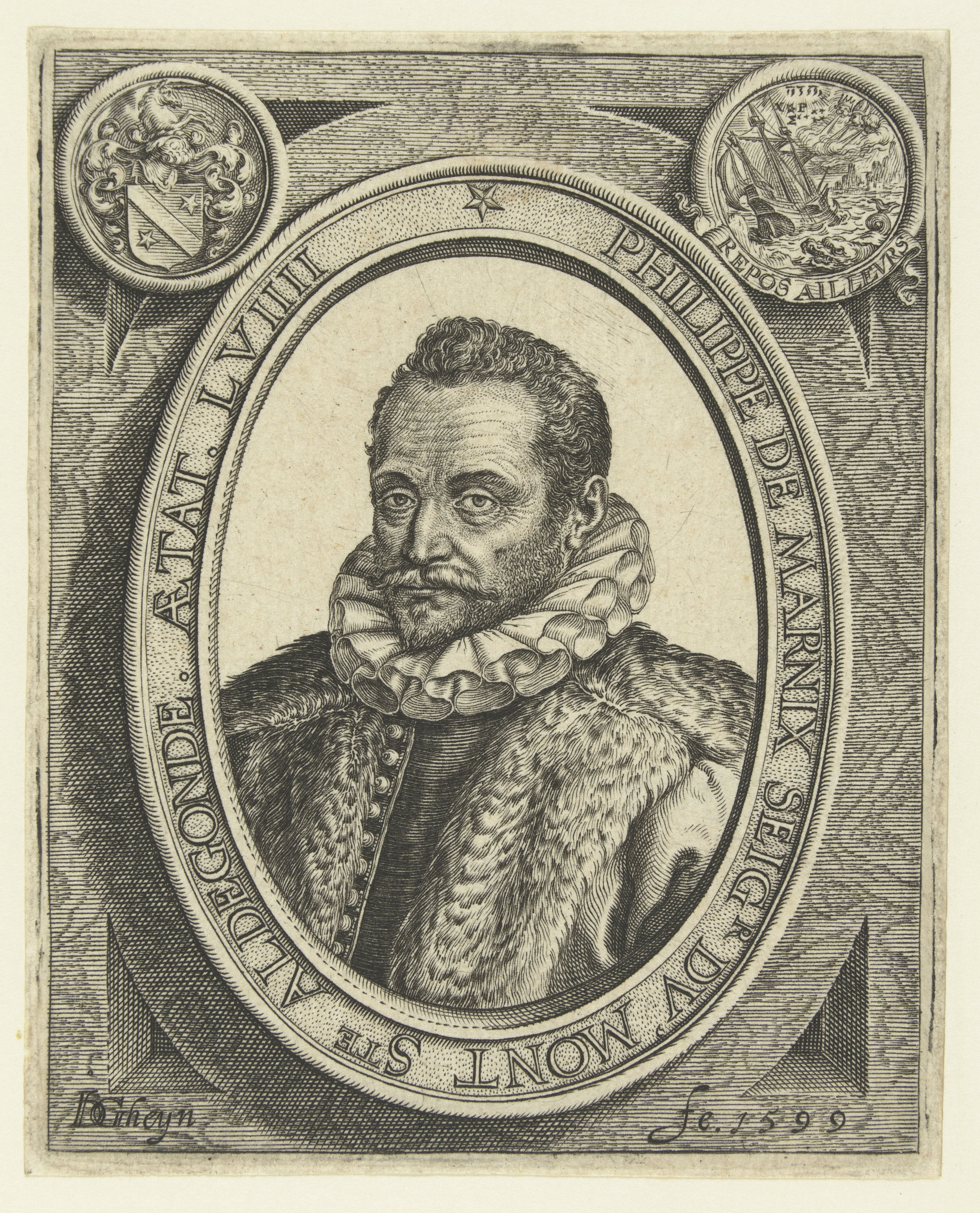
Filips van Marnix van Sint-Aldegonde.

Op 29 juli 1579 sloot Antwerpen zich aan bij de Unie van Utrecht en twee jaar later ook bij het Plakkaat van Verlatinghe, dat is de afzetting van de koning (eigenlijk van de hertog). De grootste Nederlandse stad, met in die tijd meer dan 100.000 inwoners, werd daardoor zowat de hoofdstad van de Nederlandse Opstand, mede omdat de vergadering van de Staten-Generaal in 1578 al van Brussel naar Antwerpen was verplaatst.
Aanvankelijk werd in de Scheldestad in 1578 godsdienstvrede afgekondigd, maar op 1 juli 1581 werd de rooms-katholieke godsdienst verboden. Het volgende jaar werd Frans van Anjou in Antwerpen binnengehaald als nieuwe vorst der Nederlanden, maar rebellenleider Willem van Oranje behield de meeste invloed. Om zijn positie te versterken trachtte Anjou in 1583 Antwerpen met geweld in te nemen. Deze gebeurtenis, bekend als de Franse Furie, mislukte echter en Anjou werd verdreven.
Er heerste rivaliteit met de Gentse Republiek, waar calvinisten van een veel radicaler elan dan het Antwerpse bewind, voorop wilden gaan in de Opstand. Onderlinge twisten tussen de twee Gentse leiders Hembyze en Ryhove leidden ertoe dat de laatste zich eind 1583 installeerde in Dendermonde, waar hij de bevoorrading van Gent vanaf Antwerpen over de Schelde blokkeerde. Hembyze weigerde samen te werken met de Staten-Generaal, de Staten van Brabant, het calvinistische bewind van Antwerpen, met Willem van Oranje en met de Staatse stadhouder van Vlaanderen Karel III van Croÿ. Geïsoleerd werd Gent spoedig belegerd en onderworpen door de Spaanse troepen.
De vergaderplaats van de Staten-Generaal werd in 1583 uit veiligheid naar Middelburg verplaatst. Op aanraden van Oranje stelde men op 30 november 1583 Filips van Marnix van Sint-Aldegonde aan als buitenburgemeester met als taak de verdediging van de stad, die onvermijdelijk aangevallen zou worden naarmate landvoogd Alexander Farnese (prins van Parma) steeds meer terrein won in Vlaanderen en Brabant.

## De val van Antwerpen
Na een belegering van veertien maanden viel de stad opnieuw in handen van het koninklijke leger op 17 augustus 1585. Meer dan de helft van de honderdduizend inwoners verliet de stad, het merendeel naar de Republiek der Zeven Verenigde Nederlanden. Na de val van Antwerpen werden nog verscheidene pogingen ondernomen om het Zuiden opnieuw bij de opstand te betrekken: in 1605, 1620, 1624, 1638 (Slag bij Kallo) en 1646 (zie Beleg van Antwerpen (1646)). Echter waren deze alle onsuccesvol en bleef Antwerpen tot de (katholieke) Zuidelijke Nederlanden behoren.